# عش الخلية الجنسية
يتكون عش الخلية الجنسية في المبايض أثناء نموها. يتكون العش من العديد من الأوجنة المترابطة التي شكلها انقسام خلوي غير كامل. إن الأوجنة المترابطة محاطة بخلايا جسدية تسمى الخلايا الحبيبية. في وقت لاحق من التطور، تتكسر أعشاش الخلايا الجنسية نتيجة غزو الخلايا الحبيبية. والنتيجة هي أوجنة فردية محاطة بطبقة واحدة من الخلايا الحبيبية. يوجد أيضًا بنية عش خلية جنسية مقارن في النطاف النامية، مع جسور هيولية مترابطة داخل الخلايا.

## تكوين أعشاش الخلايا الجنسية

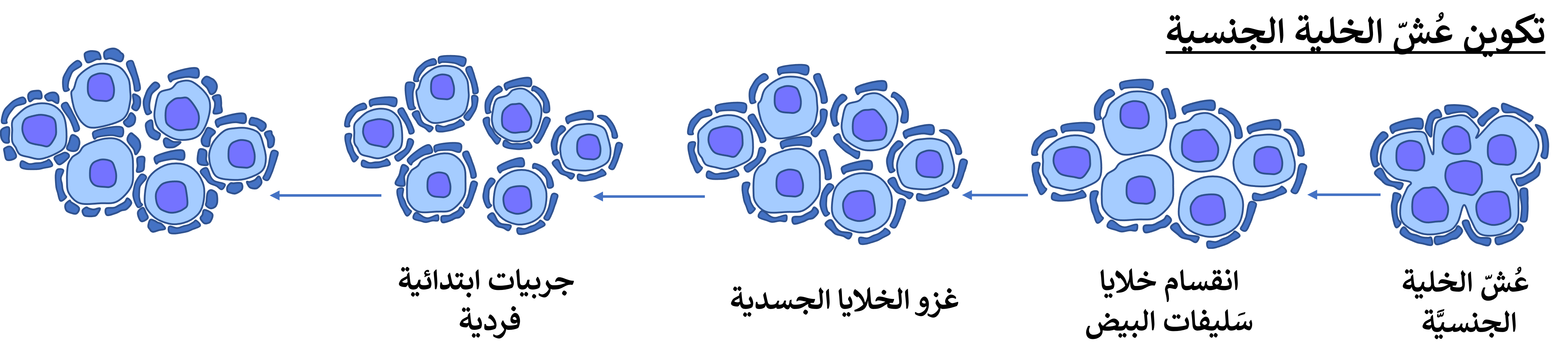
مراحل تكوين عش الخلية الجنسية.

قبل الانقسام الاختزالي، تهاجر الخلايا الجنسية البدائية (PGCs) إلى الغدد التناسلية وتنقسم على طول الخط التناسلي في مجموعات أو أعشاش من الخلايا يشار إليها باسم أكياس الخلايا الجنسية أو أعشاش الخلايا الجنسية. إن فهم تكوين عش الخلايا الجنسية محدود. ومع ذلك، فقد وفرت نماذج اللافقاريات، وخاصة دروفسيلا، نظرة ثاقبة للآليات المحيطة بالتشكيل. في الإناث، يُقترح أن تتكون الأعشاش من انقسام الخلايا السلفية. أثناء تكوين هذا الكيس، تحدث 4 جولات من الانقسام مع تحركات خلوية غير مكتملة مما يؤدي إلى تكوين خلايا مثانية مرتبطة بجسور بين الخلايا، تُعرف أيضًا بالقنوات الحلقية.
تهاجر الخلايا الجنسية البدائية إلى الغدد التناسلية وتنقسم في اليوم الجنيني 10.5. في هذه المرحلة يتحولون من التحلل الخلوي الكامل إلى غير المكتمل أثناء الدورة الانقسامية من اليوم 10.5 حتى 14.5. تظهر أعشاش الخلايا الجنسية بعد الانقسامات المتتالية للخلايا السلفية الناتجة عن ثنيات الانقسام التي تتشابك وتشكل الجسور بين الخلايا. تعتبر الجسور بين الخلايا حاسمة في الحفاظ على التواصل الفعال. يضمنون بدء الانقسام الاختزالي فور اكتمال دورة تكوين الكيس الانقسامي. في الإناث، سينتهي الانقسام في اليوم 14.5 وسيبدأ الانقسام الاختزالي. ومع ذلك، قد تنتقل الخلايا الجنسية إلى الغدد التناسلية وتتجمع معًا لتشكل أعشاشًا بعد وصولها أو تتشكل من خلال التجميع الخلوي.

## وظيفتها

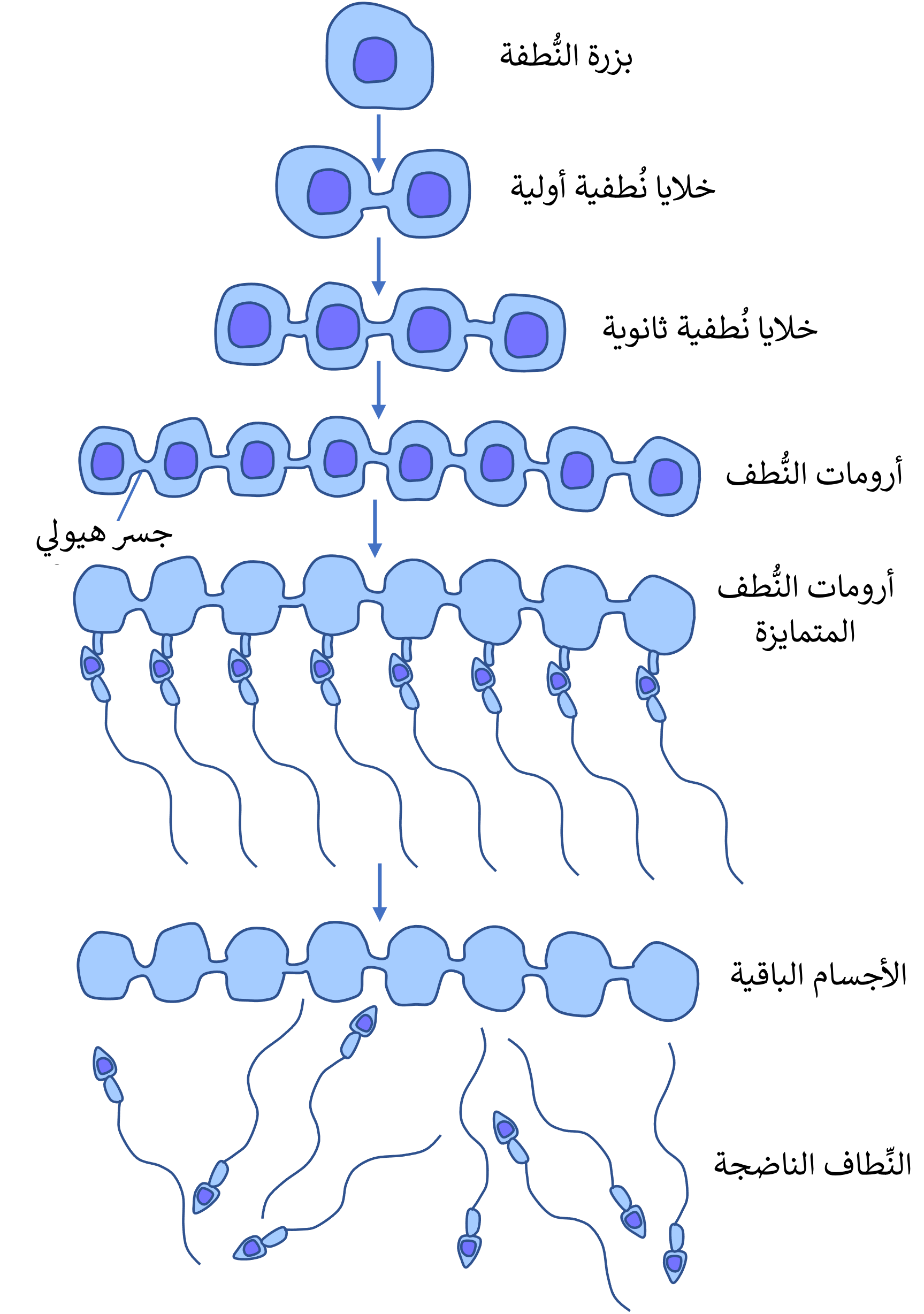
صورة لعملية تكوين الحيوانات المنوية.

يأتي معظم فهمنا لأعشاش الخلايا الجنسية من ذبابة الفاكهة (ذباب الفاكهة). في نموذج ذبابة الفاكهة، تنشأ أعشاش الخلايا الجنسية من الانقسام الخلوي غير الكامل (الحركية الخلوية)، مما يشكل جسورًا بين الخلايا الوليدة تسمى القنوات الحلقية. في أكياس المبيض، تتمايز جميع الخلايا باستثناء خلية واحدة إلى خلايا ممرّضة وتنقل المواد عبر هذه القنوات الحلقية لتسريع نمو الخلية المتبقية، والتي تصبح البويضة (خلية البويضة). في الذكور، تتطور جميع خلايا الحيوانات المنوية تقريبًا في هذه العناقيد من الخلايا الجنسية، ويُعتقد أنها تستفيد من الترابط بينها لأن المواد الجينية مشتركة بينها من خلال القنوات الحلقية، مما يقلل من إنتاج الحيوانات المنوية غير الوظيفية واختيار أنماط وراثية معينة على غيرها. هناك أيضًا مستوى عالٍ من التزامن بين الخلايا الجنسية المجمعة عند الذكور. في الإناث، تتيح أعشاش الخلايا الجنسية إنتاج بويضات كبير من خلال دعم الخلايا المثانية المتباينة في الخلايا الممرضة. إن دعم البويضة بخلايا ممرضة داخل عش الخلية الجنسية يعني أيضًا أن نواة البويضة يمكن أن تظل غير نشطة، مما يقلل من قابليتها للتأثر بالطفرات والطفيليات (ينطبق بشكل كبير على نماذج الحشرات). ومع ذلك، لا يبدو أن هناك الكثير من التزامن على الرغم من وجود القنوات الحلقية. يُنظم النقل عبر القنوات الحلقية بدرجة عالية واتجاهي في كيسات خط الخلية الجنسية في المبيض.
على غرار نموذج دورسوفيلا، تسهل أكياس الخط الجنسي في الثدييات مثل الفئران والبشر نقل المواد عبر الأنابيب الدقيقة بين النوى داخل النسيج. يمكن العثور على العضيات بما في ذلك الشبكة الاندوبلازمية والريبوسومات والحويصلات الملساء والميتوكوندريا والأنابيب الدقيقة داخل القناة الحلقية في مبيض الفئران والأرانب والجنين البشري. يسمح هذا بإعادة توزيع العضيات أثناء تمايز البويضات، مما يؤدي إلى تمايز حوالي 20% من الخلايا الجنسية للجنين إلى بويضات أولية ذات محتوى حشوي غني. تموت الخلايا الجنسية التي تتبرع بالسيتوبلازم. إلى جانب هذه الوظيفة، اقترح أن أكياس خط الخلايا الجنسية قد تسهل أيضًا ظهور الانقسام الاختزالي، وتسهل التكوّن الحيوي للعضيات من خلال إثراء الميتوكوندريا، وتثبيط الانقسام لتقييد عدد الخلايا الجنسية التي تدخل الانقسام الاختزالي، وتقييد حركة الخلايا الجنسية.